# 宮前站
- 關於長野県小縣郡鹽田町的上田丸子電鐵西丸子線（日语：西丸子線）已廢止之鐵路車站，請見「宮前站 (長野縣)」。
- 關於神奈川縣川崎市川崎區的京急大師線已中止計劃建設之鐵路車站，請見「宮前站 (神奈川縣)」。

宮前站（日语：／ Miyamae eki */?）是位於和歌山縣和歌山市北中島一丁目，西日本旅客鐵道（JR西日本）的紀勢本線（紀國線）車站。
在此站至和歌山站之間曾設有和歌山操車場。另外，此站至紀三井寺站之間設有本州化學和歌山工廠専用線，於此站往紀三井寺方向約200米設有分支點。

## 歷史
- 1945年（昭和20年）2月15日 - 紀勢西線東和歌山站(現時為和歌山站)至紀三井寺站之間開設宮前信號站。
- 1951年（昭和26年）12月26日 - 宮前信號站廢止。
- 1955年（昭和30年）4月1日 - 宮前站啟用[1]。
- 1959年（昭和34年）7月15日 - 三木里站至新鹿站之間開通，同時路線由紀勢西線改名為紀勢本線[1]。
- 1987年（昭和62年）4月1日 - 伴隨國鐵分割民營化，車站由西日本旅客鐵道（JR西日本）營運[1]。
- 2015年（平成27年）8月30日 - 車站可以使用「ICOCA」智能卡。

## 車站構造
車站為地面車站，設有2面2線的相對式月台。設有轉轍器和絶對信號機，被定義為停留所。上下行月台的上蓋長約1卡列車的長度。車站沒有車站大樓，由和歌山站管理的無人車站。在兩邊月台各設有出入口與自動售票機。御坊方向月台（2號月台）曾設有乘車站證明票發票機，但後來撒走並加設自動售票機。此站沒有跨線橋，在兩月台之間需使用鄰近的站外平交道來住。

### 月台
| 月台 | 路線   | 方向                 |
| ---- | ------ | -------------------- |
| 1    | 紀國線 | 和歌山、天王寺方向   |
| 2    | 紀國線 | 海南、御坊、新宮方向 |

- 以上的路線名是使用旅客資訊上的名稱（愛稱）。

## 使用狀況
車站周邊設有小學和中學，因此此無人車站有許多利用者。
以下列出近年1日平均乘車人次。
| 年度   | 一日平均 乘車人次 |
| ------ | ----------------- |
| 1998年 | 945               |
| 1999年 | 942               |
| 2000年 | 952               |
| 2001年 | 918               |
| 2002年 | 946               |
| 2003年 | 1,021             |
| 2004年 | 1,104             |
| 2005年 | 1,121             |
| 2006年 | 1,112             |
| 2007年 | 1,151             |
| 2008年 | 1,207             |
| 2009年 | 1,199             |
| 2010年 | 1,240             |
| 2011年 | 1,276             |
| 2012年 | 1,334             |
| 2013年 | 1,373             |
| 2014年 | 1,385             |
| 2015年 | 1,517             |
| 2016年 | 1,542             |
| 2017年 | 1,599             |

## 車站周邊
- 和歌山杭之瀨郵局
- 和歌山手平郵局
- 和歌山市立東和中學
- 和歌山市立宮前小學
- 宮前幼兒園
- 杭之瀨幼兒園
- 和歌山朝鮮初中級學校（日语：和歌山朝鮮初中級学校）
- OKUWA（日语：オークワ）本社中島店
- Super Evergreen宮前店（超級市場）
- Izumiya（日语：イズミヤ）和歌山店
- 和歌山大鯨（日语：和歌山ビッグホエール）
- 縣民交流廣場 和歌山大愛（日语：県民交流プラザ 和歌山ビッグ愛）
- 武術、體育中心 和歌山Big Wave（日语：和歌山ビッグウエーブ）

## 相鄰車站
西日本旅客鐵道
 紀國線（紀勢本線）
■快速
通過
■普通（包括在阪和線內的快速及紀州路快速列車）
紀三井寺－宮前－和歌山

## 注腳
1. 1 2 3 4  曾根悟（監修）. 朝日新聞出版分冊百科編集部（編集） , 编. . 朝日百科週刊. 25號 紀勢本線、參宮線、名松線. 朝日新聞出版. 2010-01-10: 18–21.
2. ↑  『和歌山縣統計年鑑』及『和歌山縣公共交通機關等資料集』
3. ↑  平成29年度和歌山縣公共交通機關等資料集PDF

## 外部連結
- 宮前｜車站資訊：JR出門網 - 西日本旅客鐵道